# Batajsk
Batajsk (rusky Бата́йск) je město v Rostovské oblasti v Rusku. Leží zhruba deset kilometrů jižně od Rostova na Donu, na druhé, jižní straně Donu. Při sčítání lidu v roce 2010 v něm žilo bezmála sto dvanáct tisíc obyvatel.

## Dějiny
Batajsk byl založen v roce 1769 jako opěrný bod pro ochranu důležité přístavu v Azově u ústí Donu do Azovského moře. Před rusko-tureckou válkou v letech 1768–1774 patřila oblast Osmanské říši, která zde měla také opěrný bod nazývaný Batai z čehož je odvozeno i jméno Rusy založené základny.
V devatenáctém století ztratil Batajsk svůj vojenský význam a rozvíjel se hlavně v důsledku blízkosti hlavní trasy mezi jádrem ruských zemí a Kubání. V roce 1875 přes něj byla postavena také železniční trať.
V roce 1931 byla v Batajsku založená vojenská letecká škola, kterou absolvoval mimo jiné kosmonaut Vladimir Komarov.
V roce 1938 se Batajsk, ve kterém v té době žilo bezmála padesát tisíc obyvatel, stal městem.

### Rodáci
- Taťjana Lysenková (* 1983), ruská atletka